# 30917 Мохорган
30917 Мохорган (30917 Moehorgan) — астероїд головного поясу, відкритий 19 квітня 1993 року.
Тіссеранів параметр щодо Юпітера — 3,033.